# آلدر برنچ (تنسی)
آلدر برنچ، تنسی (به انگلیسی: Alder Branch, Tennessee) یک منطقهٔ مسکونی در ایالات متحده آمریکا است که در تنسی واقع شده‌است.

## خصوصیات
آلدر برنچ ۲۸۸٫۹۵ متر بالاتر از سطح دریا واقع شده‌است.